# Nièvre (Loire)
De Nièvre is een Franse zijrivier van de Loire. Het departement Nièvre ontleent zijn naam aan de rivier.
De Nièvre ontstaat in de Collines du Nivernais, het heuvelachtige midden van het departement, en is een regenrivier. De twee belangrijkste takken zijn de Nièvre de Champlemy (of Grande Nièvre) en de Nièvre d'Arzembouy. Deze komen samen in Guérigny, waar de rivier eenduidig verder stroomt onder de naam Nièvre. Twee kleinere takken zijn de Nièvre de Saint-Franchy en de Nièvre de Saint-Benin-des-Bois die verder stroomopwaarts samenkomen in Lurcy-le-Bourg en vandaar verdergaan als de Nièvre de Prémery (of Petite Nièvre). De lengte van 53 km heeft betrekking op de Grande Nièvre die ontspringt in Champlemy.
- Gemeinsame Normdatei: 4117878-6